# مرد لاتینو… تحت تعقیب
مرد لاتینو… تحت تعقیب (ایتالیایی: Maschio latino... cercasi) که با نام کسب‌وکار رونق می‌گیرد (ایتالیایی: L'affare si ingrossa) هم شناخته می‌شود، یک فیلم کمدی سکسی سبک ایتالیایی به کارگردانی جووانی نارتسیزی است که در سال ۱۹۷۷ منتشر شد.

## گزیدهٔ بازیگران
- آدریانا آستی
- جینو برامیری
- ویتوریو کاپریولی
- استفانیا کاسینی
- جانفرانکو دانجلو
- کارلو جوفره
- گلوریا گوئیدا
- دایل هادون
- آلدو ماچونه
- اوراتسیو اورلاندو
- لوچانو سالچه
- اولا یوهانسن
- بریگیته پترونیو
- ماریا تدسکی